# خان‌آباد (جماعت)
خان‌آباد جماعت و شهرکی در شمال غربی تاجیکستان است که در ناحیهٔ اسفره ولایت سغد قرار دارد. جمعیت این جماعت ۹٬۶۱۴ نفر است.